# Nissim ben Noah
Pour les articles homonymes, voir Nissim.
Nissim (ou Nissi) ben Noah est un Sage karaïte du VIIIe siècle, et l'un des premiers représentants connus de ce mouvement juif scripturaliste, adversaire du judaïsme rabbinique traditionnel.

## Éléments biographiques
Nissim ben Noah est le frère aîné de Joseph ben Noah. Selon la tradition karaïte, leur père serait Abu Nissi Noah, un contemporain plus âgé d'Anan ben David.
Dans l'introduction à son livre, il raconte les privations et souffrances qu'il a subies au cours de sa vie, au point d'être connu sous le nom de Rabbi Oaḥ (« le rabbin souffant »), ce qui explique probablement le nom de Rabbi Aḥa, sous lequel il est quelquefois mentionné : né à Bassorah, Nissim perd ses parents à un âge tendre, et est élevé par une vieille grand-mère dans le besoin. Bientôt livré à lui-même, alors qu'il a à peine atteint l'adolescence, il subvient péniblement à ses besoins en enseignant. Il quitte plus tard sa ville natale, voyageant à travers l'Irak, la Perse et la Syrie, s'arrêtant dans les diverses écoles qu'il croise sur sa route. Il acquiert ainsi une connaissance de l'hébreu, l'araméen, le grec et le latin. Il se consacre ensuite à l'étude de la philosophie et de la littérature rabbinique, qu'il recommande à ses coreligionnaires karaïtes. Plus tard dans sa vie, Nissim s'installe à Jérusalem, et y finit probablement ses jours.

## Œuvres
On attribue à Nissim le Sefer 'Asseret Hadevarim (Firkovich MS. No. 610), contenant une introduction à une œuvre aujourd'hui disparue, le Bitan ha-Maskilim ou Peles Bi'ur ha-Miẓwot, qui traite des préceptes dérivés du Décalogue. Outre le matériel biographique, cette introduction contient l'exposition des principes de Nissim ben Noah sur lesquels il base son interprétation de la Loi. Cette partie aurait inspiré Juda Hadassi, qui ne mentionne pas Nissim ben Noah ; Hadassi aurait ajouté à son Eshkol ha-Kofer le titre de Peles, lui aussi emprunté au Bitan ha-Maskilim.
Pinkus F. Frankl pense cependant que Nissim ben Noah n'a pas vécu à l'époque productive des Karaïtes, et que le Bitan ha-Maskilim ne serait qu'un plagiat du Eshkol ha-Kofer.